# (114649) Jeanneacker
(114649) Jeanneacker est un astéroïde de la ceinture principale.

## Description
(114649) Jeanneacker est un astéroïde de la ceinture principale. Il fut découvert par Bernard Christophe le 6 mars 2003 à l'observatoire de Saint-Sulpice. Il présente une orbite caractérisée par un demi-grand axe de 3,22 ua, une excentricité de 0,0789 et une inclinaison de 9,95° par rapport à l'écliptique.
Il fut nommé en hommage à la mère du découvreur dénommée Jeanne Christophe, née Acker.